# Grzegorz Guzik
Grzegorz Guzik (* 20. August 1991 in Sucha Beskidzka, Kleinpolen) ist ein ehemaliger polnischer Biathlet. Er startete seit 2015 regelmäßig im Weltcup und nahm an drei Olympischen Spielen teil.

## Sportliche Laufbahn
Grzegorz Guzik gab sein internationales Debüt im Rahmen der Jugendweltmeisterschaften 2010 in Torsby, bei denen er 71. des Einzels, 67. des Sprints und 15. mit der Staffel wurde. Im weiteren Saisonverlauf startete er in Duszniki-Zdrój bei den Juniorenrennen der Sommerbiathlon-Weltmeisterschaften 2010 und belegte den 45. Rang des Sprints. Im Dezember 2010 gab der Pole in Martell seinen Einstand im IBU-Cup und wurde 125. eines Einzels. Nach weiteren Rennteilnahmen bei Juniorenmeisterschaften in den folgenden beiden Jahren startete er im Rahmen der Weltmeisterschaften 2013 auch erstmals auf der höchsten Wettkampfebene und erreichte im Einzelrennen Rang 112. In der Saison 2013/14 bestritt Guzik in Hochfilzen und Ruhpolding seine ersten Staffelrennen im Weltcup, schoss aber in beiden Fällen zwei Strafrunden. Trotzdem wurde er als vierter Mann des Teams für die Olympischen Spiele von Sotschi nominiert und erzielte die Ränge 84 und 83 in Einzel und Sprint. Im Winter 2014/15 lief der Pole fast durchgehend im Weltcup, zudem nahm er an den Europameisterschaften teil und belegte im Zuge dessen Platz 36 im Sprint. Im Rahmen der Sommerbiathlon-Weltmeisterschaften 2015 verpasste er als Fünfter des Sprints eine Medaille nur knapp, im folgenden Weltcupwinter unterbot er daraufhin auch sein persönliches Bestergebnis im Weltcup auf Rang 55 im Sprint von Canmore. Seine erste Medaille bei einem IBU-Wettkampf sicherte sich der Pole schließlich bei den Sommerbiathlon-Weltmeisterschaften 2016 an der Seite von Magdalena Gwizdoń, Monika Hojnisz und Mateusz Janik als Dritter des Mixedbewerbs.

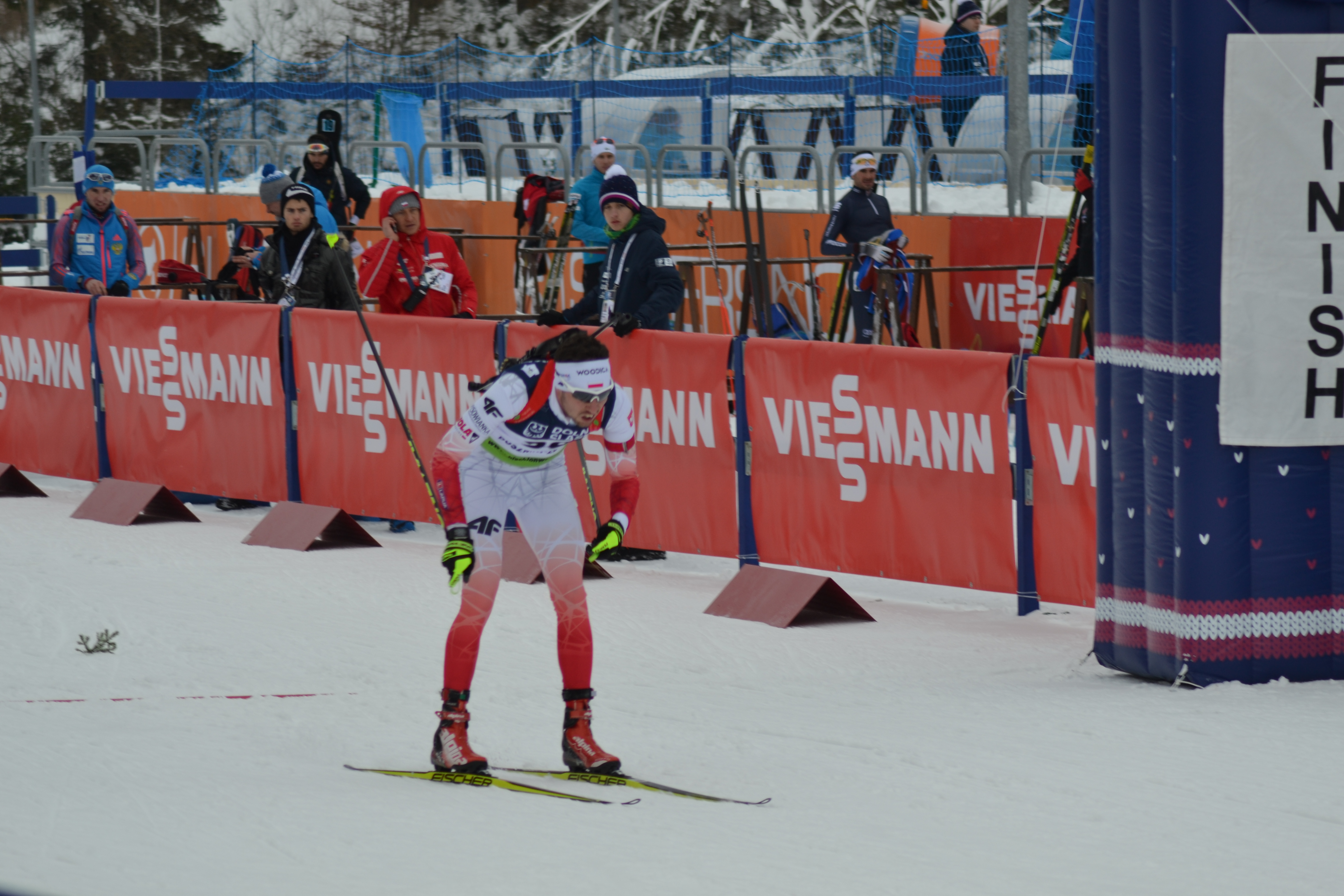
Zieleinlauf bei den Europameisterschaften 2017

Seine ersten Weltcuppunkte gewann Guzik im Januar 2017 als 26. des Sprints von Oberhof. Eine weitere Medaille ließ er wenig später folgen, als er gemeinsam mit seiner Ehefrau Krystyna hinter den Mannschaften aus Russland und Norwegen den dritten Rang im Single-Mixed-Rennen der Europameisterschaften 2017 belegte. In den folgenden Jahren entwickelte sich Guzik zunehmend zum stärksten Athleten des relativ schwach besetzten polnischen Herrenteams, obwohl auch seine Leistungen stark schwankten. Im Januar 2018 erreichte er als 30. und 31. in Antholz zwei weitere Male die Punkteränge und nahm in Folge dessen an seinen zweiten Olympischen Spielen teil, in deren Verlauf er unter anderem den 33. Rang des Einzels sowie Platz 16 mit Magdalena Gwizdoń, Kamila Żuk und Andrzej Nędza-Kubiniec im Mixedwettkampf erreichte. Bei den Sommerbiathlon-Weltmeisterschaften 2018 sicherte sich der 27-Jährige gemeinsam mit Gwizdoń, Kinga Zbylut und Łukasz Szczurek erneut Bronze in der Mixedstaffel. Seine erfolgreichste Saison erlebte Guzik 2018/19, als er in Oberhof Rang 27 im Sprint und in Canmore Platz 24 im verkürzten Einzel erreichte. Bei den Weltmeisterschaften belegte er mit der Mixedstaffel einen guten neunten Platz.
Im Rahmen der Weltmeisterschaften 2020 stellte Guzik als 24. des Sprints sein persönliches Bestergebnis ein und erreichte im zugehörigen Verfolgungsrennen Platz 33, im folgenden Winter lief er hingegen nur ein einziges Mal unter die besten 40. Nach einem 28. Rang im Sprint von Hochfilzen nahm der Pole im Februar 2022 zum dritten Mal an Olympischen Spielen teil und erreichte in Sprint und Einzel die Top 50. Im Januar 2023 erzielte Guzik auf der Pokljuka-Hochebene in Slowenien gemeinsam mit Andrzej Nędza-Kubiniec, Jan Guńka und Marcin Zawół den zehnten Rang im Staffelwettkampf und damit das erste Top-10-Ergebnis einer polnischen Herrenstaffel im Weltcup seit der Saison 2006/07. Seine letzten Rennen bestritt er am Wochenende von Antholz und lief zweimal in die Punkteränge, daraufhin musste er aufgrund einer von den Medien nicht näher beschriebenen Verletzung aus dem Wettkampfbetrieb aussteigen.
Im August 2023 gab Guzik zwei Tage nach seinem 32. Geburtstag das Ende seiner Karriere als Leistungssportler bekannt.

## Persönliches
Seit Sommer 2014 ist Guzik mit der ehemaligen Weltklassebiathletin Krystyna Pałka verheiratet.

## Statistiken

### Weltcupplatzierungen
Die Tabelle zeigt alle Platzierungen (je nach Austragungsjahr einschließlich Olympische Spiele und Weltmeisterschaften).
- 1.–3. Platz: Anzahl der Podiumsplatzierungen
- Top 10: Anzahl der Platzierungen unter den ersten zehn (einschließlich Podium)
- Punkteränge: Anzahl der Platzierungen innerhalb der Punkteränge (einschließlich Podium und Top 10)
- Starts: Anzahl gelaufener Rennen in der jeweiligen Disziplin
- Staffel: inklusive Mixed- und Single-Mixed-Staffeln

| Platzierung | Einzel | Sprint | Verfolgung | Massenstart | Staffel | Gesamt |
| ----------- | ------ | ------ | ---------- | ----------- | ------- | ------ |
| 1. Platz    |        |        |            |             |         |        |
| 2. Platz    |        |        |            |             |         |        |
| 3. Platz    |        |        |            |             |         |        |
| Top 10      |        |        |            |             | 2       | 2      |
| Punkteränge | 1      | 7      | 5          |             | 64      | 77     |
| Starts      | 24     | 72     | 16         |             | 65      | 177    |

### Weltcupwertungen
Ergebnisse bei Biathlon-Weltcups (Disziplinen- und Gesamtweltcup) gemäß Punktesystem:
| Saison  | Einzel | Einzel | Sprint | Sprint | Verfolgung | Verfolgung | Massenstart | Massenstart | Gesamt | Gesamt |
| Saison  | Platz  | Punkte | Platz  | Punkte | Platz      | Punkte     | Platz       | Punkte      | Platz  | Punkte |
| ------- | ------ | ------ | ------ | ------ | ---------- | ---------- | ----------- | ----------- | ------ | ------ |
| 2016/17 | –      | –      | 70.    | 15     | –          | –          | –           | –           | 82.    | 15     |
| 2017/18 | –      | –      | 74.    | 11     | 66.        | 10         | –           | –           | 76.    | 21     |
| 2018/19 | 52.    | 17     | 72.    | 14     | –          | –          | –           | –           | 69.    | 31     |
| 2019/20 | –      | –      | 65.    | 17     | 63.        | 9          | –           | –           | 72.    | 26     |
| 2020/21 | –      | –      | –      | –      | 73.        | 3          | –           | –           | 95.    | 3      |
| 2021/22 | –      | –      | 78.    | 13     | –          | –          | –           | –           | 83.    | 13     |
| 2022/23 | –      | –      | 73.    | 9      | 63.        | 11         | –           | –           | 75.    | 20     |

### Olympische Winterspiele
Ergebnisse bei Olympischen Winterspielen:
|                                             | Einzelwettbewerbe | Einzelwettbewerbe | Einzelwettbewerbe | Einzelwettbewerbe | Staffelwettbewerbe | Staffelwettbewerbe |
| Einzel                                      | Sprint            | Verfolgung        | Massenstart       | Herrenstaffel     | Mixedstaffel       |                    |
| ------------------------------------------- | ----------------- | ----------------- | ----------------- | ----------------- | ------------------ | ------------------ |
| Olympische Winterspiele 2014 \| Sotschi     | 85.               | 84.               | –                 | –                 | –                  | –                  |
| Olympische Winterspiele 2018 \| Pyeongchang | 33.               | 59.               | 56.               | –                 | –                  | 16.                |
| Olympische Winterspiele 2022 \| Peking      | 49.               | 48.               | 54.               | –                 | –                  | –                  |

### Weltmeisterschaften
Ergebnisse bei Weltmeisterschaften:
| Weltmeisterschaften | Weltmeisterschaften | Einzelwettbewerbe | Einzelwettbewerbe | Einzelwettbewerbe | Einzelwettbewerbe | Staffelwettbewerbe | Staffelwettbewerbe | Staffelwettbewerbe |
| Jahr                | Ort                 | Einzel            | Sprint            | Verfolgung        | Massenstart       | Männerstaffel      | Mixedstaffel       | S.-M.-Staffel      |
| ------------------- | ------------------- | ----------------- | ----------------- | ----------------- | ----------------- | ------------------ | ------------------ | ------------------ |
| 2013                | Nové Město          | 112.              | –                 | –                 | –                 | –                  | –                  | nicht ausgetragen  |
| 2015                | Kontiolahti         | 77.               | 89.               | –                 | –                 | 20.                | –                  | nicht ausgetragen  |
| 2016                | Oslo                | 80.               | 78.               | –                 | –                 | 21.                | 20.                | nicht ausgetragen  |
| 2017                | Hochfilzen          | 90.               | 53.               | 57.               | –                 | 24.                | –                  | nicht ausgetragen  |
| 2019                | Östersund           | 70.               | 57.               | 50.               | –                 | 16.                | 9.                 | –                  |
| 2020                | Antholz             | 41.               | 24.               | 33.               | –                 | 16.                | 17.                | –                  |
| 2021                | Pokljuka            | 71.               | 64.               | –                 | –                 | 24                 | 24.                | 26.                |

### Jugend-/Juniorenweltmeisterschaften
Guzik nahm 2010 an den Jugend- und 2011 an den Juniorenwettkämpfen teil.
| Weltmeisterschaften | Weltmeisterschaften | Einzelwettbewerbe | Einzelwettbewerbe | Einzelwettbewerbe | Männerstaffel |
| Jahr                | Ort                 | Einzel            | Sprint            | Verfolgung        | Männerstaffel |
| ------------------- | ------------------- | ----------------- | ----------------- | ----------------- | ------------- |
| 2010                | Torsby              | 71.               | 67.               | –                 | 15.           |
| 2011                | Nové Město          | 81.               | 67.               | –                 | –             |